# Шелла

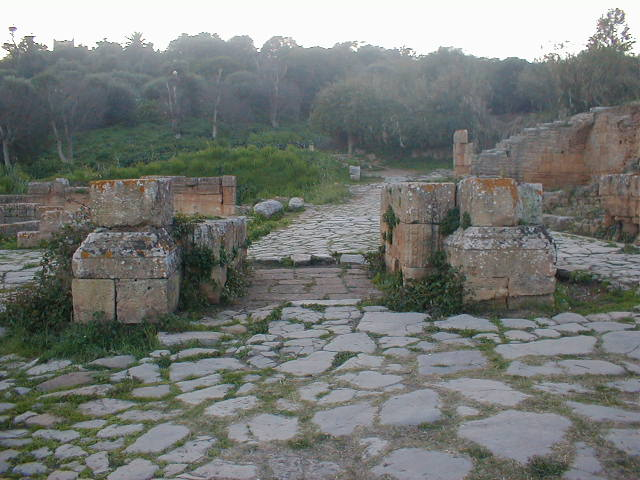
Римская улица в Шелли

Шелла, (араб. شالة‎) или Sala Colonia — некрополь и комплекс древних и средневековых руин, который находится в Рабате, Марокко. Шелла является древнейшим человеческим поселением в дельте реки Бу-Регрег.
Берега Бу-Регрега, вероятно, были заселены финикийцами и карфагенянами, которые основали несколько колоний в Марокко.
Шелла также представляет собой руины древнеримского города, известного как Sala Colonia, который упоминается под названием «Sala» у Птолемея. До нашего времени сохранились разрушенные древнеримские архитектурные элементы, включая декуманус, а также форум и триумфальную арку.

Поселение было заброшено в 1154 г. н. э. в пользу соседнего Сале. Династия Альмохадов использовала город-призрак как некрополь. В середине XIV века, во время правления Меринидского султана Абу Эль-Гассан Али Ибн-Осман, было построено несколько монументов и главная брама (датируется 1339). Здания, возведенные во время Меринидов, также включали мечеть, завию и королевскую усыпальницу, в том числе захоронение Эль-Гассан Али Ибн-Османа.

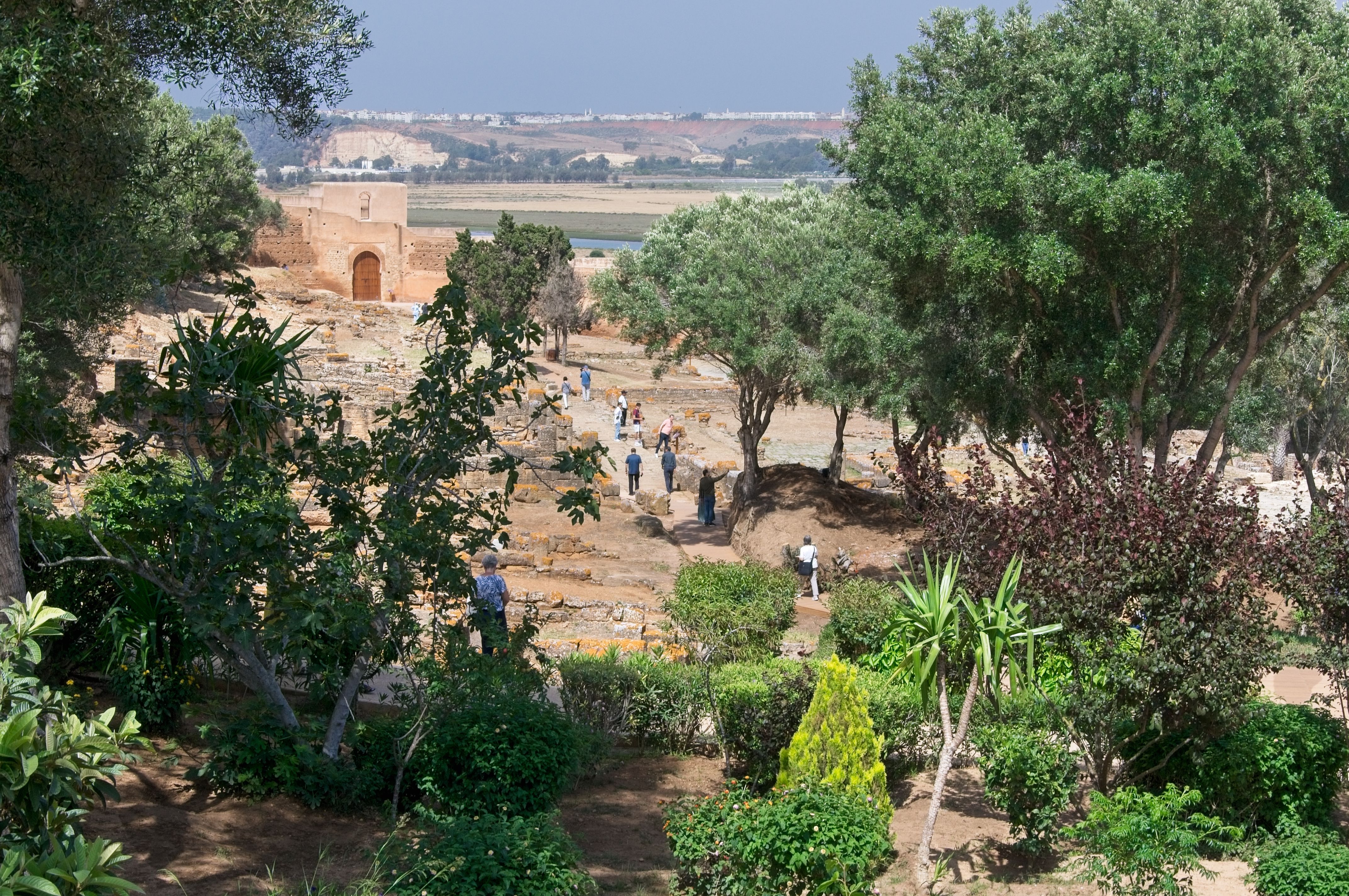
Point de vue dans l'enceinte du Chellah le 2 juin 2024
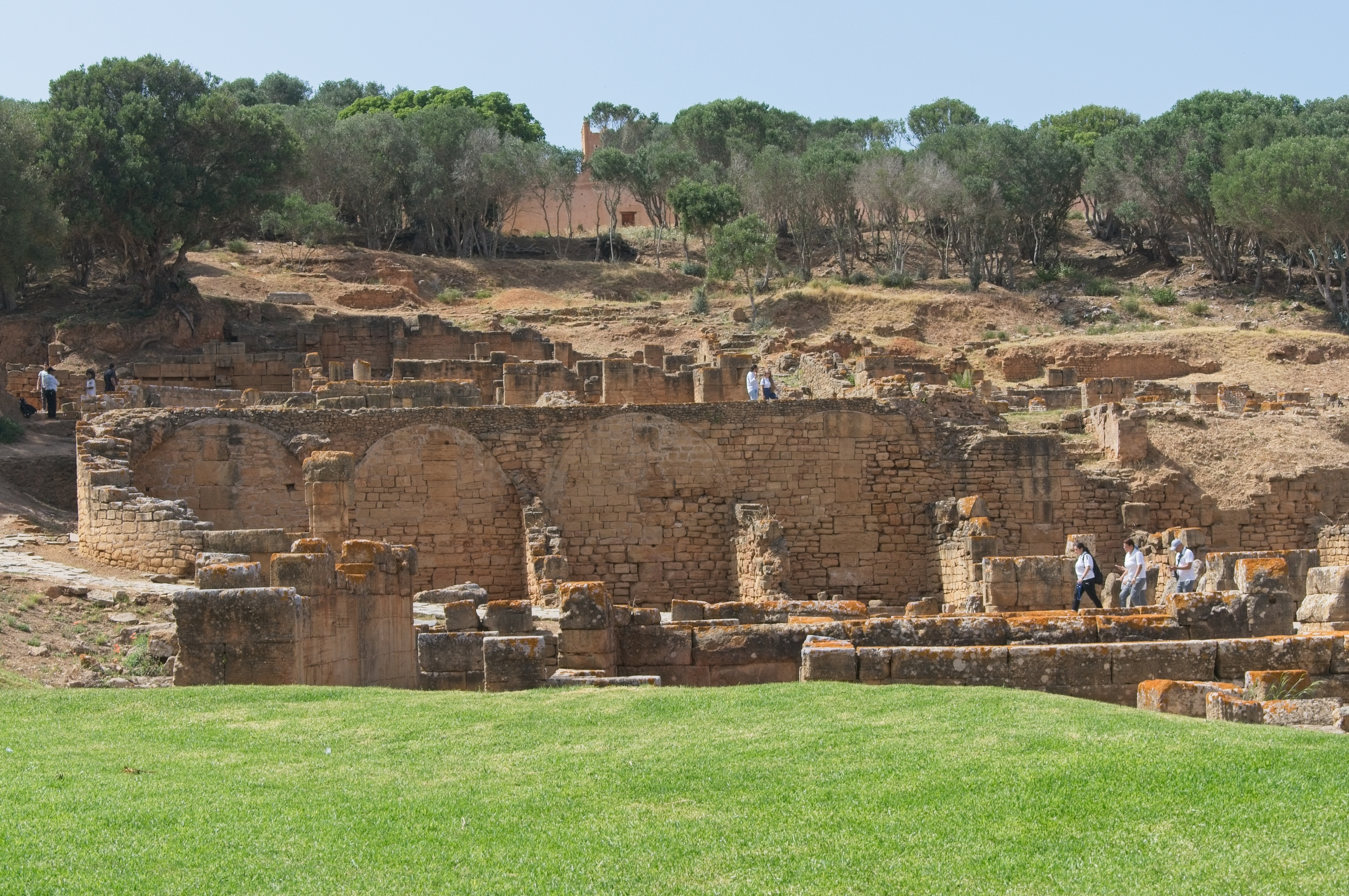
Point de vue dans l'enceinte du Chellah le 2 juin 2024

Многие постройки Шеллы были повреждены в 1755 году во время Лиссабонского землетрясения. В наше время Шелла представляет собой туристическую достопримечательность.